# Madison Wolfe
Madison Wolfe (n. 16 octombrie 2002, Metairie, parohia Jefferson, Louisiana, SUA) este o actriță americană. Și-a făcut debutul în film, ca un actor-copil⁠(d), în drama de aventură On the Road (Pe drum - 2012), respectiv debutul ei la televiziune s-a produs în seria HBO cunoscută ca Detectiv autentic (True Detective - 2014). Madison a mai jucat, de asemenea, în filmul de groază The Conjuring 2 (2016), iar în rolul Barbara Thorson în filmul fantasy/dramă I Kill Giants (Ucid giganți - 2017), precum și în filme de scurt metraj.

## Viață și carieră
Madison Wolfe s-a născut în localitatea Metairie din statul american Louisiana. Sora ei, Meghan, este, de asemenea actriță.
Debutul filmic a lui Madison Wolfe a fost ca un copil-actor în filmul dramatic de aventuri On The Road (Pe drum), în care a portretizat personajul Dodie Lee. Apoi, actrița a apărut în filmele The Campaign – Campania și Devil's Due – Datoria diavolului.
Madison Wolfe a jucat, de asemenea în bio-drama filmică Joy, întruchipând varianta mult mai tânără a personajului Elisabeth Röhm.
În scurt-metrajul The Tattooed Heart — Inima tatuată (Regizor, Sheldon Wong Schwartz, pe un scenariu al lui Matt Olmstead), împreună cu actrița Jennifer Morrison, care interpretează rolul unei profesoare de compoziții literare libere, mai tânara Madison Wolfe joacă rolul unei eleve din acea clasă. Atât profesoara cât și eleva împartășesc un oribil trecut comun, ambele fuseseră violate și apoi însemnate cu fierul roșu de către un psihopat și maniac sexual.

## Filmografie

### Filme de lung metraj
| An   | Titlu                                     | Rol                   | Note        |
| ---- | ----------------------------------------- | --------------------- | ----------- |
| 2012 | On the Road – Pe drum                     | Dodie Lee             |             |
| 2012 | The Campaign – Campania                   | Jessica Brady         |             |
| 2013 | Grace Unplugged – Grace neconectată       | Tânăra Grace Trey     |             |
| 2014 | Devil's Due – Datoria diavolului          | Brittany              |             |
| 2015 | Home Sweet Hell – Casă, scump iad         | Allison Champagne     |             |
| 2015 | Trumbo                                    | Tânărul Nikola Trumbo |             |
| 2015 | Re-Kill – Re-ucidere                      | Fata cea tânără       |             |
| 2015 | Joy                                       | Tânăra Peggy          |             |
| 2016 | Mr. Church – Domnul Biserică              | Tânăra Poppy          |             |
| 2016 | Keanu                                     | Alexis                |             |
| 2016 | The Conjuring 2 – Trăind printre demoni 2 | Janet Hodgson         |             |
| 2016 | Trafficked – Traficată                    | Natalie               |             |
| 2016 | Cold Moon – Lună rece                     | Mandy                 |             |
| 2017 | I Kill Giants – Ucid giganți              | Barbara               |             |
| 2021 | Malignant – Malignă                       | Tânăra Serena         |             |
| 2022 | Paulie Go! – Du-te Paulie!                | Avery                 |             |
| 2023 | Big Bear 3: The Big Bonanza               | Personaj feminin #4   | Necreditată |

### Film de scurt metraj
- The Tattooed Heart — Inima tatuată (2021) – Regizor: Sheldon Wong Schwartz, scenariu: Matt Olmstead, cu Jennifer Morrison și Madison Wolfe

### Televiziune
| An        | Titlu                                                    | Rol               | Note                                         |
| --------- | -------------------------------------------------------- | ----------------- | -------------------------------------------- |
| 2014      | True Detective – Detectiv adevărat                       | Audrey Hart       | Rol repetitiv (Sezonul 1), 6 episoade        |
| 2015      | The Astronaut Wives Club – Clubul soțiilor de astronauți | Julie Shepard     | Rol repetitiv, 5 episoade                    |
| 2015      | Scream – Urlet (Țipăt)                                   | Tânăra Emma Duval | Episodul → "Ghosts" (Stafii)                 |
| 2015–2016 | Zoo – Grădina zoologică                                  | Clementine Lewis  | Rol repetitiv (Sezoanele 1 și 2), 7 episoade |
| 2023      | Mayfair Witches – Vrăjitoarele Mayfair                   | Tessa             | 3 episoade                                   |